# マッスル・ギャング
トニー・ドレイク（Tony Drake、男性、1978年6月16日 - ）はアフリカ系アメリカ人のプロレスラー。レスリング・ソサエティX（Wrestling Society X）に出場している事が有名である。インディー団体ではベイビー・スラム（Babi Slymm）というリングネームを使用している。

## 来歴
高校では円盤投げ、アメフトを経験している。カリフォルニアのオークランドにある小さなプロモーションで、友人の招きでレスラーとしてトレーニングをし始めた。ドレイクはサリーム・ジハード（Saleem Jihad）のリングネームでエクストリーム・プロレスリング（Xtreme Pro Wrestling ）、アルティメット・プロレスリング（Ultimate Pro Wrestling）、NWA、プロレスリング・ゲリラ（Pro Wrestling Guerrilla）といった様々な団体に出場した。
2004年3月29日にドレイクはカリフォルニア州インダストリーで行われたオルタネイティブ・レスリング・ショー（Alternative Wrestling Show）でアダム・ピアースを破りAWS王座を獲得。獲得後にはアル・カトラズとプラグと共にAWSと抗争をしている。
2007年1月にDRAGON GATEの望月成晃主催の武勇伝に登場、サイバー・コングとのアルティメット・サイバーズでタッグマッチで勝利している。その後すぐに土井成樹が率いるマッスル・アウトローズにタッグで加入。加入直後はサイバー・コングと組むことが多かったが徐々にタッグで組むことは少なくなり、4月にサイバー・コングはマッスル・アウトローズを離脱してNEW HAZARDに加入したためにタッグは自然解消となった。しばらくはサイバー・ギャングを名乗っていたが、6月14日の LIVE GATEを境にマッスル・ギャング（Muscle Gang）のリングネームに改めている。7月にはサイバーを名乗っていたころのマスクは被らず素顔で試合を行うことが多くなっていた。WRESTLE JAM 2nd Season最終日にあたる7月22日の神戸サンボーホールでの試合を最後にDRAGON GATEから離脱をしている。
DORAGON GATEを離脱するとアメリカに戻り、8月にはリングネームを本名に戻してNWAの興行に参戦、11月にはSoCal Pro Wrestlingに戻っている。その後は様々なインディー団体にスポット参戦を続けている。

## 得意技
バードマン・ボム
スウィンキング・サイド・スラム
ブライアント・ガンベル・スープレックス
旋回式サイド・ベリー・トゥ・ベリー
ナンバーワン・スタナー
ダンテ・カルヘッパー・エルボー
助走をつけてのエルボー・ドロップ
- ボディスラム
- チョークスラム
- レッグ・ドロップ
- ムーンサルト・プレス
- ベリー・トゥ・ベリー

セカンドロープからの雪崩式やターンバックル式で使う。

## 獲得タイトル
AWS (Alternative Wrestling Show)
- AWSヘビー級王座 ：1回

RPW (Revolution Pro Wrestling)
- RPWメキシカン・ルチャ・リブレ・ヘビー級王座 ：1回

WCWA (World Class Wrestling Alliance)
- WCWAカリフォルニア王座 ：1回